# Pico Piedras Blancas
Le pico Piedras Blancas est une montagne qui culmine à 4 737 mètres d'altitude, la plus haute montagne de la sierra de la Culata dans l'État de Mérida et la cinquième montagne du Venezuela. Elle est dépourvue de glaciers, néanmoins, en hiver, des chutes de neige couvrent brièvement ses flancs. L'un des accès les plus directs pour atteindre le pied de la montagne est de traverser la réserve Mifafí Condor, qui abrite quelques spécimens d'oiseaux des Andes.

## Localisation
Le pico Piedras Blancas est situé à 35 km au nord de Mérida, la capitale de l'État.
Le Pico Piedras Blancas est très proche du pico Mucumamó, ils sont tous autour d'une vallée de haute altitude situé au cœur de la sierra de la Culata, à environ 4 200 mètres d'altitude.